# Cezary Rzemek
Cezary Rzemek (ur. 24 lutego 1975 w Wyszkowie) – polski menedżer i urzędnik państwowy, doktor nauk o zdrowiu, w latach 2009–2014 podsekretarz stanu w Ministerstwie Zdrowia.

## Życiorys
Absolwent zarządzania w Wyższej Szkole Finansów i Zarządzania w Białymstoku (2000). Kształcił się podyplomowo z zarządzania w ochronie zdrowia na Akademii Ekonomicznej im. O. Langego we Wrocławiu (2007) oraz na studiach typu Executive MBA w Szkole Głównej Handlowej w Warszawie i Warszawskiego Uniwersytetu Medycznego. W 2018 doktoryzował się w zakresie nauk o zdrowiu (specjalność: zdrowie publiczne) w Instytucie Medycyny Wsi im. Witolda Chodźki na podstawie rozprawy pt. Jakość opieki i bezpieczeństwo pacjenta w praktykach podstawowej opieki zdrowotnej w Polsce.
Pracował jako główny księgowy w Samodzielnym Publicznym Zakładzie Opieki Zdrowotnej w Mońkach (2002–2005) i Samodzielnym Publicznym Zakładzie Opieki Zdrowotnej Wojewódzkim Szpitalu Zespolonym im. J. Śniadeckiego w Białymstoku (2003–2005). Następnie zastępca dyrektora do spraw ekonomiczno-finansowych Podlaskiego Oddziału Wojewódzkiego Narodowego Funduszu Zdrowia w Białymstoku (2005–2007) i dyrektor Samodzielnego Publicznego Zakładu Opieki Zdrowotnej w Mońkach (2007–2009). 
28 maja 2009 powołany na stanowisko podsekretarza stanu w Ministerstwie Zdrowia w pierwszym i drugim rządzie Donalda Tuska. 19 grudnia 2014 został odwołany z tego stanowiska. W 2017 został zastępcą dyrektora ds. ekonomicznych w Uniwersyteckim Dziecięcym Szpitalu Klinicznym w Białymstoku.